# Massiccio del San Gottardo
Il Massiccio del San Gottardo (detto anche Catena Rotondo-Centrale-Piz Blas) è un gruppo montuoso delle Alpi, appartenente alla sezione delle Alpi Lepontine. Si trova in Svizzera, alla congiunzione dei cantoni Vallese, Uri, Grigioni e Ticino. Prende il nome dal Passo del San Gottardo, posto al centro del massiccio.

## Delimitazioni

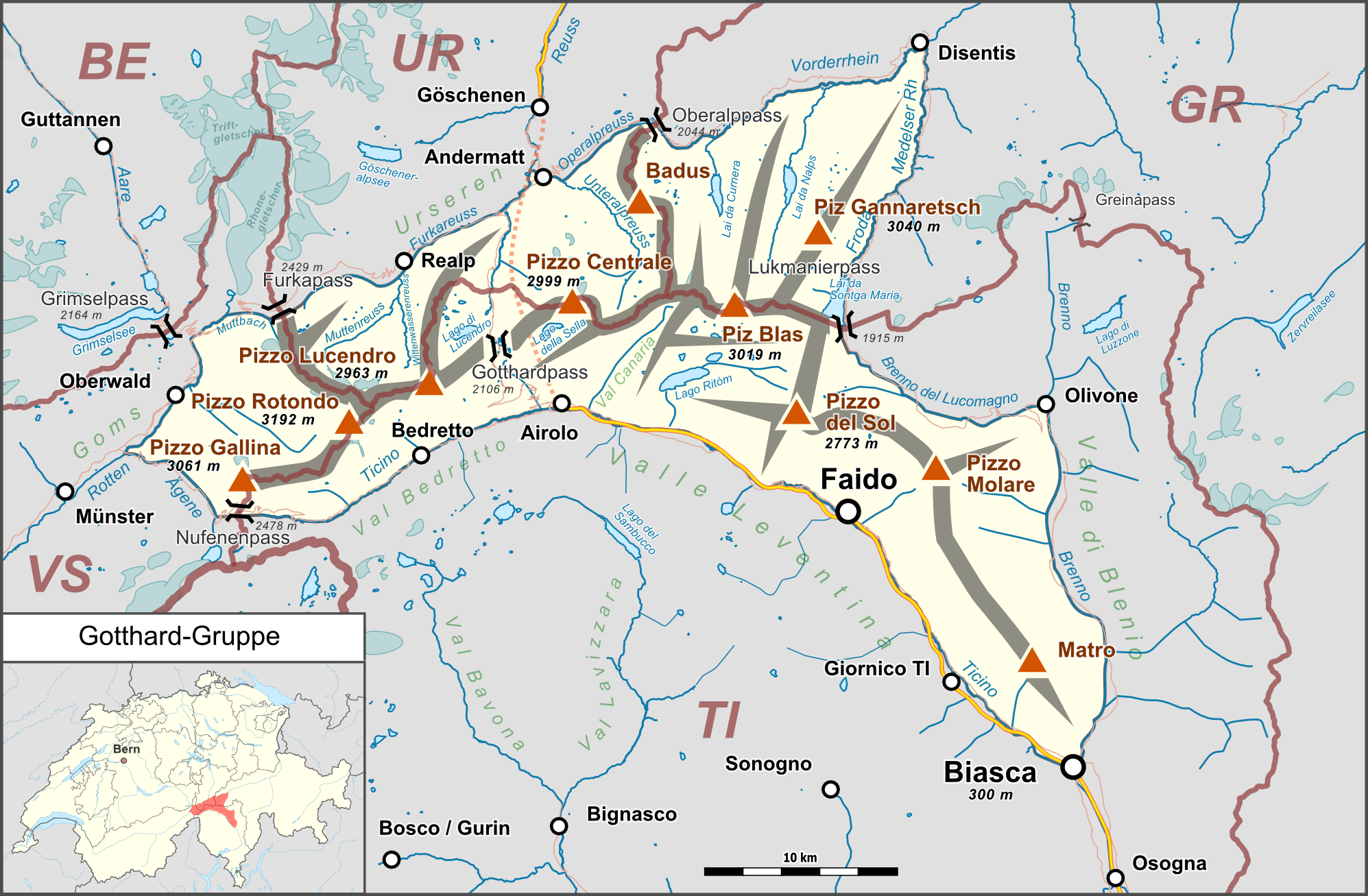
Cartina dettagliata del massiccio montuoso.

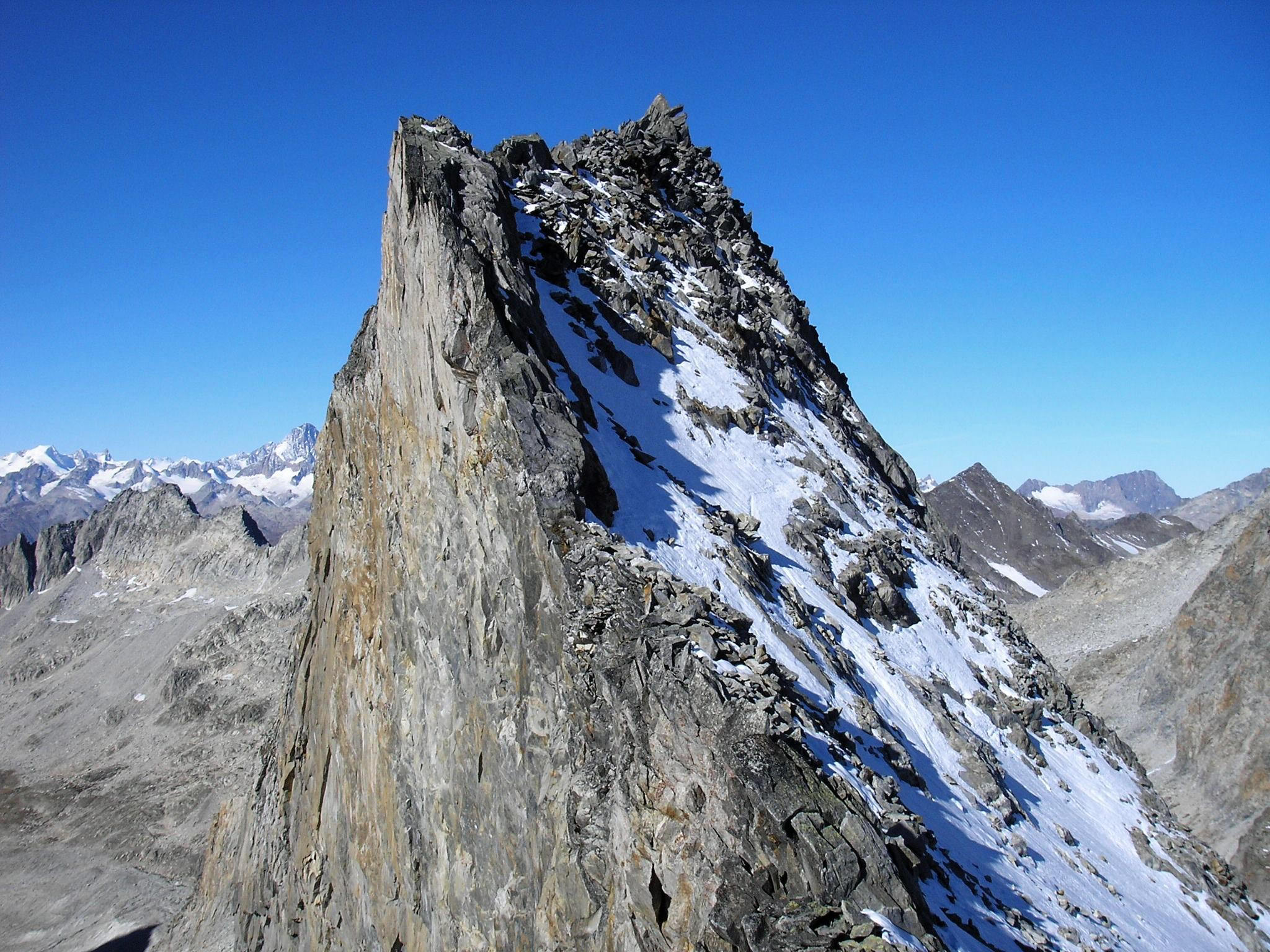
Witenwasserenstock

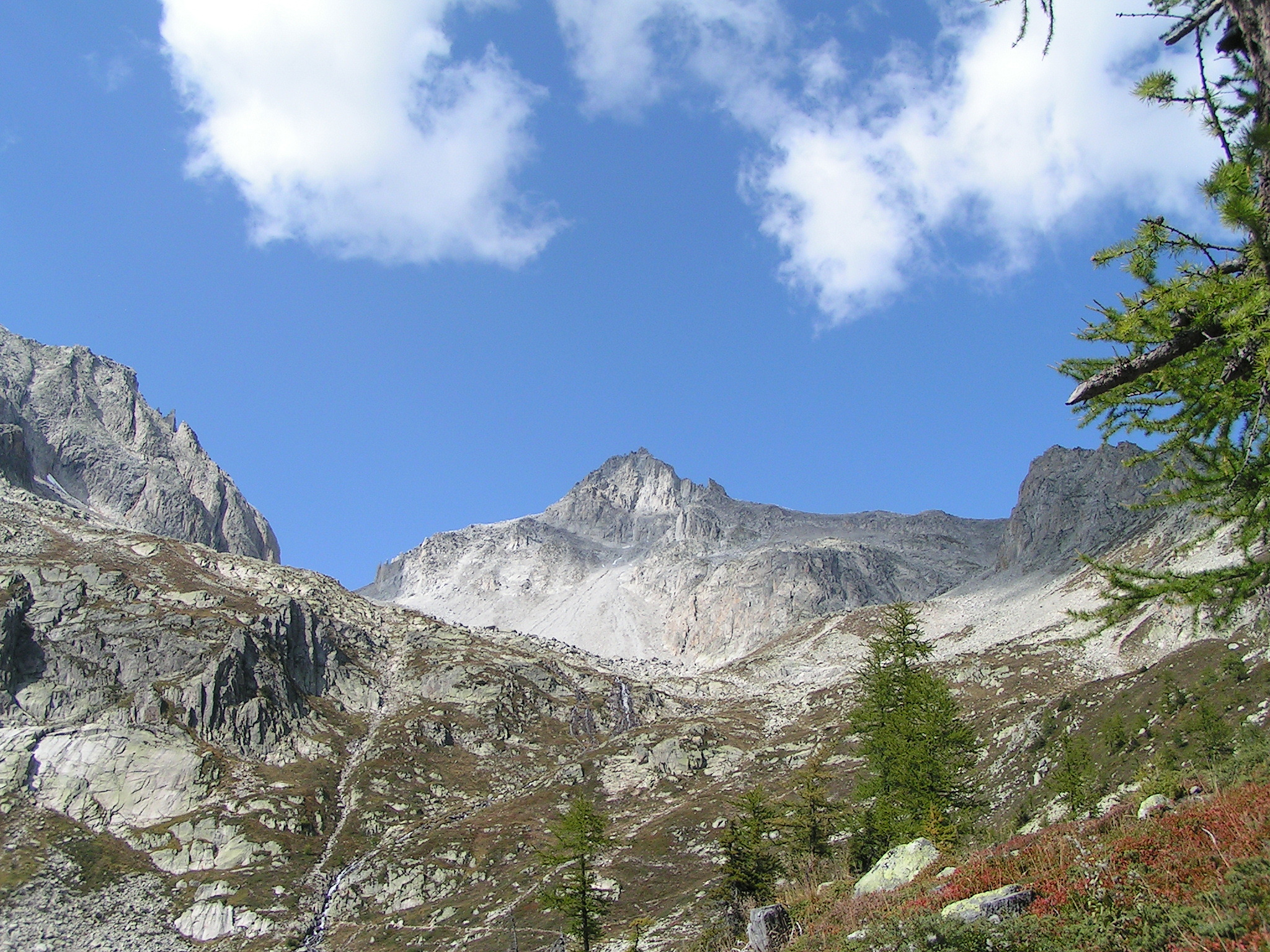
Chüebodenhorn

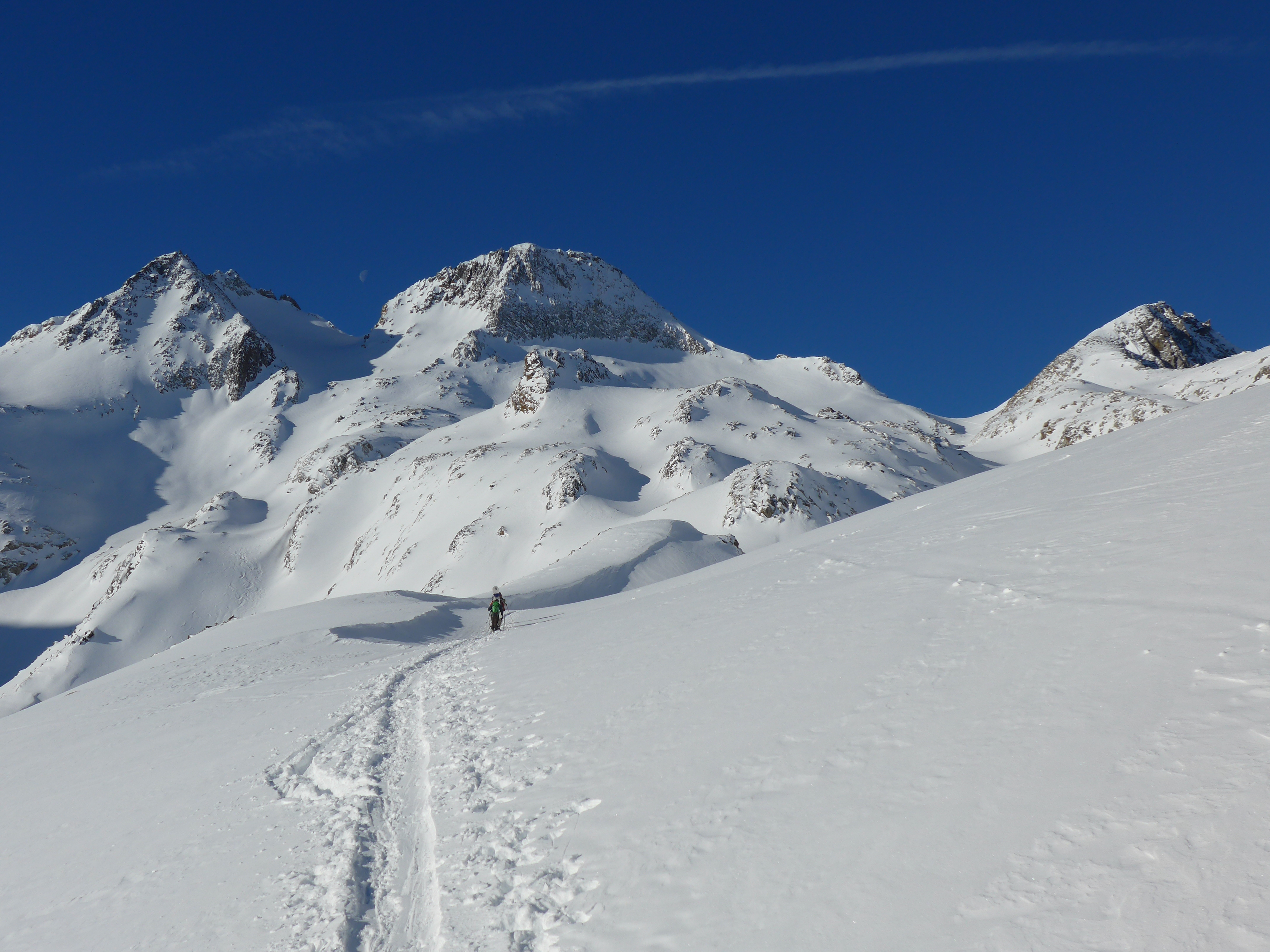
Leckihorn

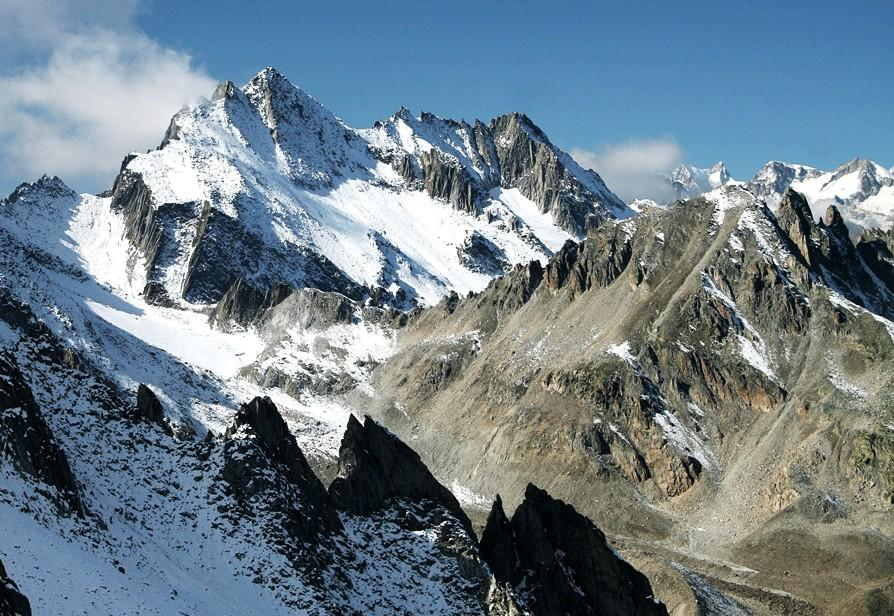
Pizzo Gallina

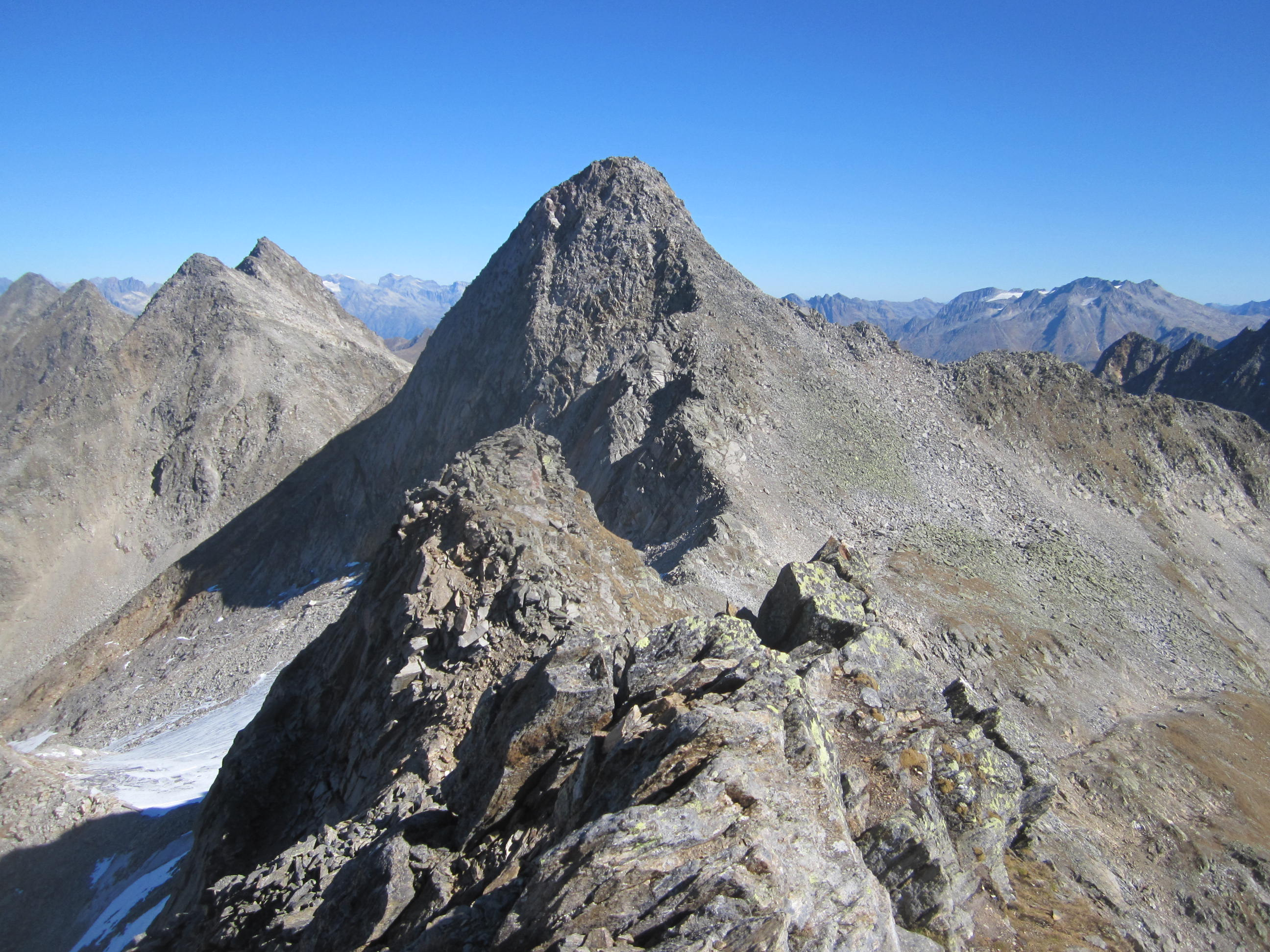
Piz Blass

Secondo la Suddivisione Orografica Internazionale Unificata del Sistema Alpino, il massiccio si estende tra il Passo della Novena ad ovest; la linea Ulrichen - Passo della Furka - Passo dell'Oberalp - Disentis a nord; il Passo del Lucomagno e la Valle di Blenio ad est; la Val Leventina e la Val Bedretto a sud.

## Classificazione della SOIUSA
La classificazione SOIUSA del Massiccio del San Gottardo è la seguente:
- Grande parte = Alpi Occidentali
- Grande settore = Alpi Nord-occidentali
- Sezione = Alpi Lepontine
- Sottosezione = Alpi del Monte Leone e del San Gottardo
- supergruppo = Massiccio del San Gottardo
- Codice = I/B-10.I-B

## Suddivisione
Si suddivide in tre gruppi e sette sottogruppi:
- Catena Gallina-Rotondo-Lucendro (B.6)
  - Gruppo del Pizzo Gallina (B.6.a)
  - Gruppo del Pizzo Rotondo (B.6.b)
  - Gruppo del Pizzo Lucendro (B.6.c)
- Catena Pizzo Centrale-Piz Blas (B.7)
  - Gruppo del Pizzo Centrale (B.7.a)
  - Gruppo del Piz Blas (B.7.b)
- Gruppo del Sole (B.8)
  - Costiera del Pizzo Sole (B.8.a)
  - Costiera del Pizzo Molare (B.8.b)

## Vette
Le montagne principali del gruppo sono:
- Pizzo Rotondo - 3.192 m
- Pizzo Pesciora - 3 120 m
- Witenwasserenstock - 3 084
- Chüebodenhorn - 3 070 m
- Leckihorn - 3 069 m
- Pizzo Gallina - 3 060 m
- Saashörner - 3.039 m
- Piz Blas - 3 019 m
- Piz Rondadura - 3 016 m
- Piz Gannaretsch - 3 040 m
- Pizzo Centrale - 2 999 m
- Pizzo Lucendro - 2 964 m
- Piz Denter - 2 956 m
- Pizzo Nero - 2 904 m
- Piz Tanelin - 2 847 m
- Pizzo Sole - 2 773 m
- Pizzo dell'Uomo - 2 662 m
- Pizzo Molare - 2 585 m

## Fiumi
(Giulio Michelet, L'insetto, Sonzogno 1894)
Dal massiccio discendono, in quattro diverse direzioni, quattro fiumi: verso ovest il Rodano, che sfocia nel Mediterraneo; verso est un ramo del Reno, che sfocia nel Mare del Nord; verso nord la Reuss, un affluente dell'Aare, che a sua volta si tuffa nel Reno; verso sud il Ticino, il principale affluente del Po.